# Sinomicrurus japonicus
Espèce
Synonymes
- Callophis japonicus Günther, 1868
- Callophis boettgeri Fritze, 1894
- Hemibungarus japonicus takarai Ota, Ito & Lin, 1999

Statut de conservation UICN

 NT  : Quasi menacé
Sinomicrurus japonicus est une espèce de serpents de la famille des Elapidae.

## Répartition
Cette espèce est endémique de l'archipel Nansei au Japon. 

## Liste des sous-espèces
Selon The Reptile Database (21 février 2014) :
- Sinomicrurus japonicus boettgeri (Fritze, 1894) de Tokunoshima dans les îles Amami et Okinawa et Gushikawajima dans les îles Okinawa.
- Sinomicrurus japonicus japonicus (Günther, 1868) de Amami-Ōshima, Kakeromajima, Yoroshima, Ukeshima dans les îles Amami.
- Sinomicrurus japonicus takarai (Ota, Ito & Lin, 1999) d'Amurojima, Zamami-jima, Geruma-jima, Aka-jima dans les îles Kerama et Ie-jima, Tonaki-shima, Kume-jima dans les îles Okinawa.

## Publications originales
- Günther, 1868 : Sixth account of new species of snakes in the collection of the British Museum. Annals and Magazine of Natural History, sér. 4, vol. 1, p. 413-429 (texte intégral).
- Fritze, 1894 : Die Fauna der Liu-Kiu-Insel Okinawa. Zoologische Jahrbücher, Abteilung für Systematik, Geographie und Biologie der Tiere, Jena, vol. 7, p. 852-926 (texte intégral).
- Ota, Ito & Lin, 1999 : Systematic review of the Elapid snakes allied to Hemibungarus japonicus (Günther, 1868) in the East Asian Islands, with description of a new subspecies from the central Ryukyus. Journal of Herpetology, vol. 33, no 4, p. 675-687.